# Aimorés (ort)
Aimorés är en ort i Brasilien.   Den ligger i kommunen Aimorés och delstaten Minas Gerais, i den sydöstra delen av landet, 800 km sydost om huvudstaden Brasília. Aimorés ligger 79 meter över havet och antalet invånare är 19 133.
Terrängen runt Aimorés är kuperad åt sydväst, men åt nordost är den platt. Närmaste större samhälle är Baixo Guandu, 5,6 km sydost om Aimorés.
Omgivningarna runt Aimorés är huvudsakligen savann. Runt Aimorés är det ganska tätbefolkat, med 54 invånare per kvadratkilometer.